# Apple A6X
Apple A6X — двоядерний 32-бітний ARM-мікропроцесор компанії Apple із серії Apple Ax. Працює на частоті до 1,4 ГГц. У ньому, як і в процесорі A6, Apple використовувала процесорне ядро повністю власної розробки, а не ліцензований IP-блок із серії Cortex-A компанії ARM.

## Опис
23 жовтня 2012 року компанія Apple представила четверте покоління інтернет-планшета iPad в якому використовується двоядерний процесор Apple A6X c 4-ядерним графічним співпроцесором.
Чип виготовляється на фабриці компанії TSMC (раніше виготовлений на фабриці Samsung) по техпроцесу 32 нм HKMG, і має площу 123 мм2, що на 30% більше, ніж площа чипа Apple A6.
Пам'ять процесора є 32-бітної і 4-канальною стандарту LPDDR2. Відомо, що кеш-пам'ять 1-го рівня L1 = 32 кБ інструкцій + 32 кБ даних, а кеш-пам'ять 2-го рівня L2 = 1 МБ.
Максимальна частота процесора становить 1,4 ГГц, а як графічний процесор використовується PowerVR моделі SGX554MP4, розроблений компанією Imagination Technologies. Графічний співпроцесор PowerVR SGX554MP4 має 4 ядра і працює на частоті понад 280 МГц, і в ідеальних умовах досягає продуктивності в 76.8 sp GFLOPS.

## Продуктивність
Станом на листопад 2012 Apple A6X в більшості тестів показав високу графічну продуктивність, часом перевершуючи конкурентів вдвічі і більше разів та забезпечуючи хорошу ігрову продуктивність з рідною роздільною здатністю iPad 4-го покоління — 2048 x 1536 пікселів, причому при цій роздільній здатності вперше на iPad видається помітно більше 30 кадрів в секунду. Особливо переваги нового графічного співпроцесора використовуваного в Apple A6X проявляються в графічних завданнях що активно навантажують ALU.

## Використання
Пристрої, що використовують мікропроцесор Apple A6X:
- iPad 4-го покоління — з жовтня 2012 по жовтень 2013 і з березня по жовтень 2014